# Sellado biológico gingival
El sellado biológico gingival consiste en la formación de tejidos blandos en torno a los implantes y en la unión de la mucosa gingival al cuello de dichos implantes dentales de forma similar a como lo hace con un diente natural. 
Esta unión es un factor fundamental para garantizar el éxito y duración del implante, ya que crea una barrera alrededor de este, evitando la entrada al hueso de agentes destructores, como pueden ser toxinas bacterianas, restos alimenticios, bebidas... y otros agentes que provocarían la destrucción progresiva, y por tanto la pérdida paulatina del soporte del implante, que trae consigo la movilidad y, en su caso, la caída del mismo.